# Beffroi et maison échevinale d'Alost
Le beffroi et la maison échevinale d'Alost (Belfort en Schepenhuis van Aalst en néerlandais), parfois appelés ancien hôtel de ville d'Alost, sont situés sur la Grand-Place de la ville belge d'Alost (Aalst en néerlandais) dans la province de Flandre-Orientale.
L'ensemble monumental est constitué, de gauche à droite, du beffroi proprement dit, de la maison échevinale (Schepenhuis en néerlandais) et d'une bretèche de style gothique flamboyant, appelée Gebiedshuisje en néerlandais.

## Historique
Le beffroi et la maison échevinale sont classés comme monument historique depuis le 13 octobre 1943 et figurent à l'Inventaire du patrimoine immobilier de la Région flamande sous la référence 44.
Depuis 1999, ils sont classés au patrimoine mondial de l'Unesco au même titre que 32 autres beffrois belges,.

## Articles connexes

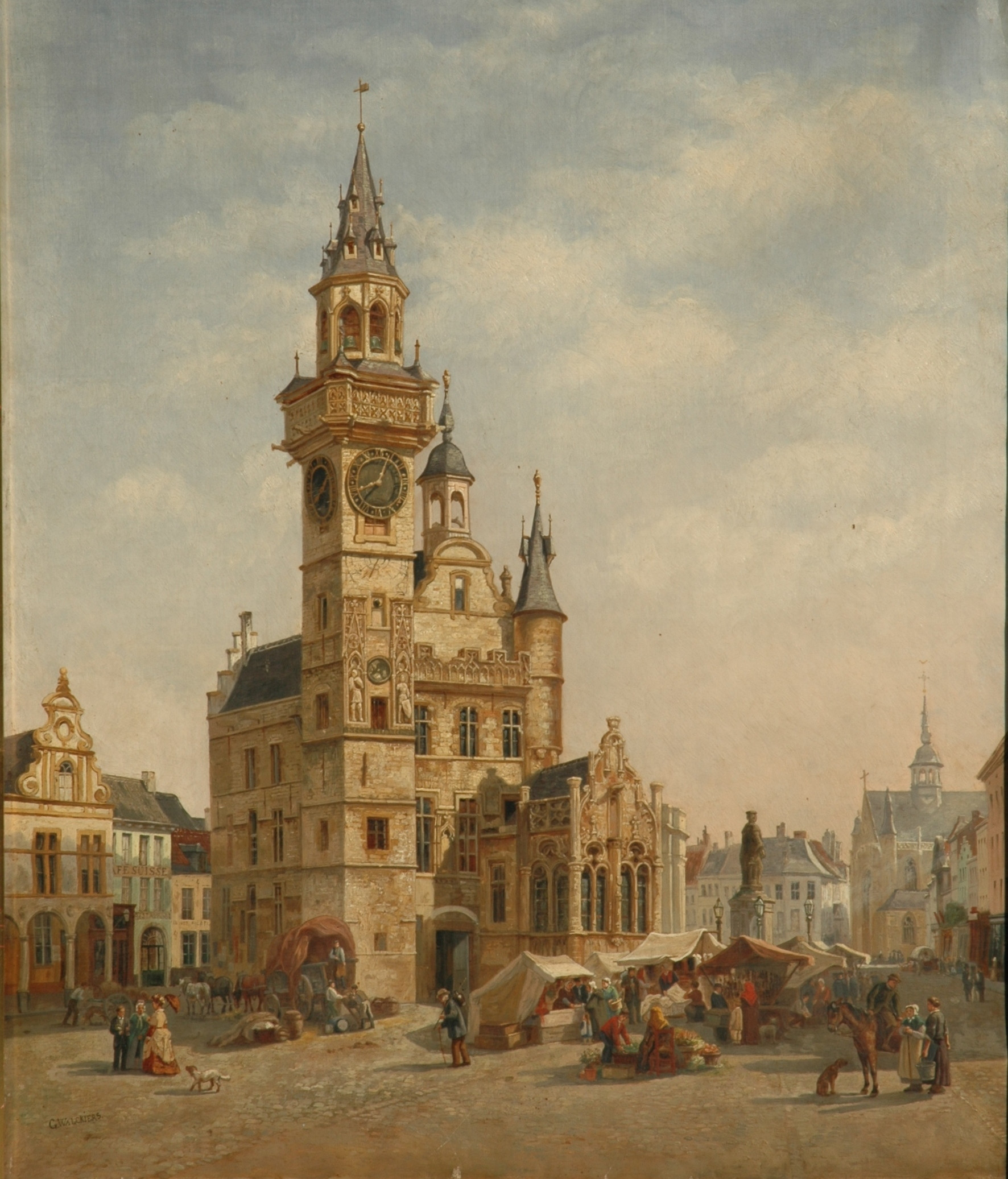
Le beffroi et la maison échevinale, tableau de Gustave Walckiers (années 1880).

## Architecture

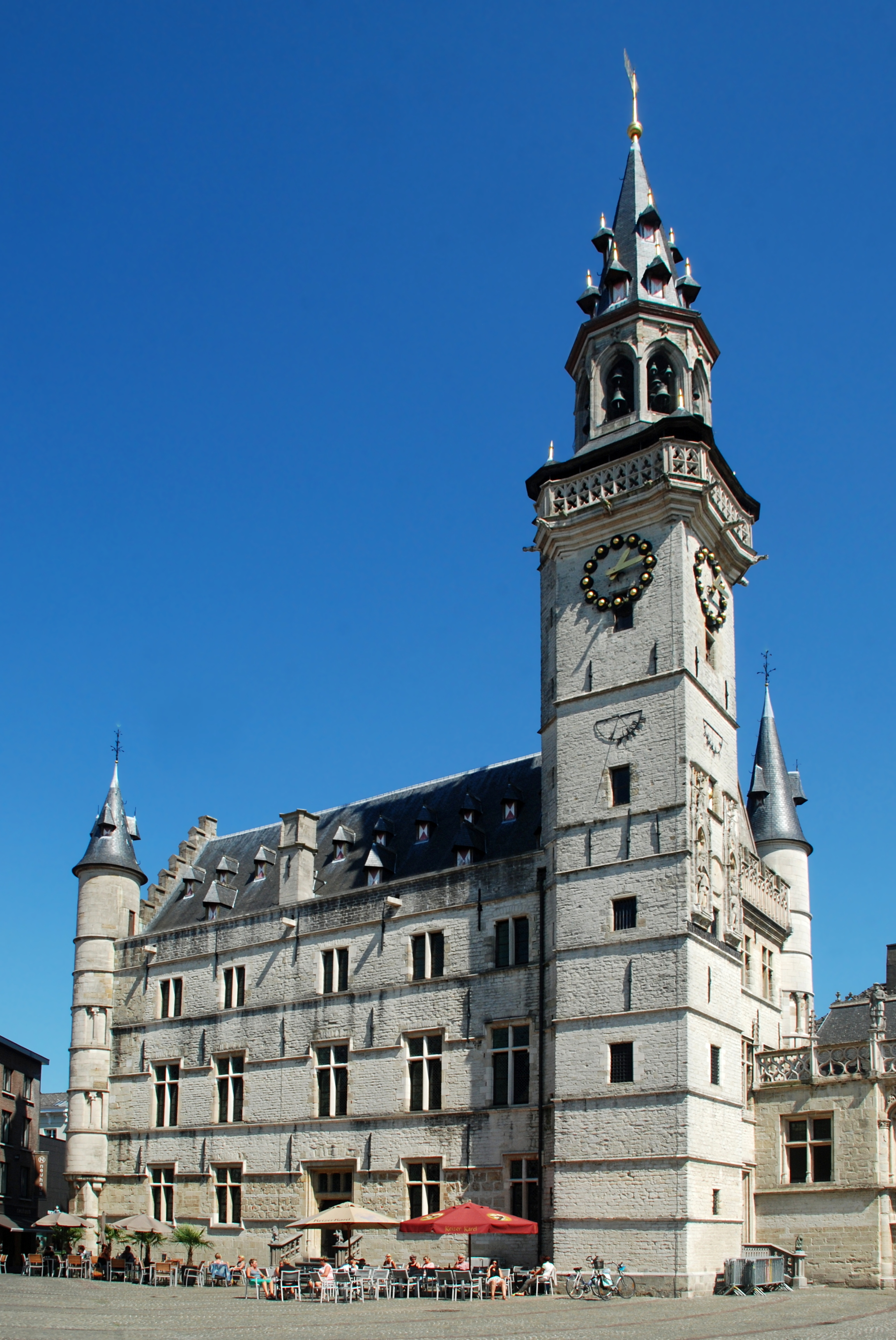
Le beffroi vu de côté.
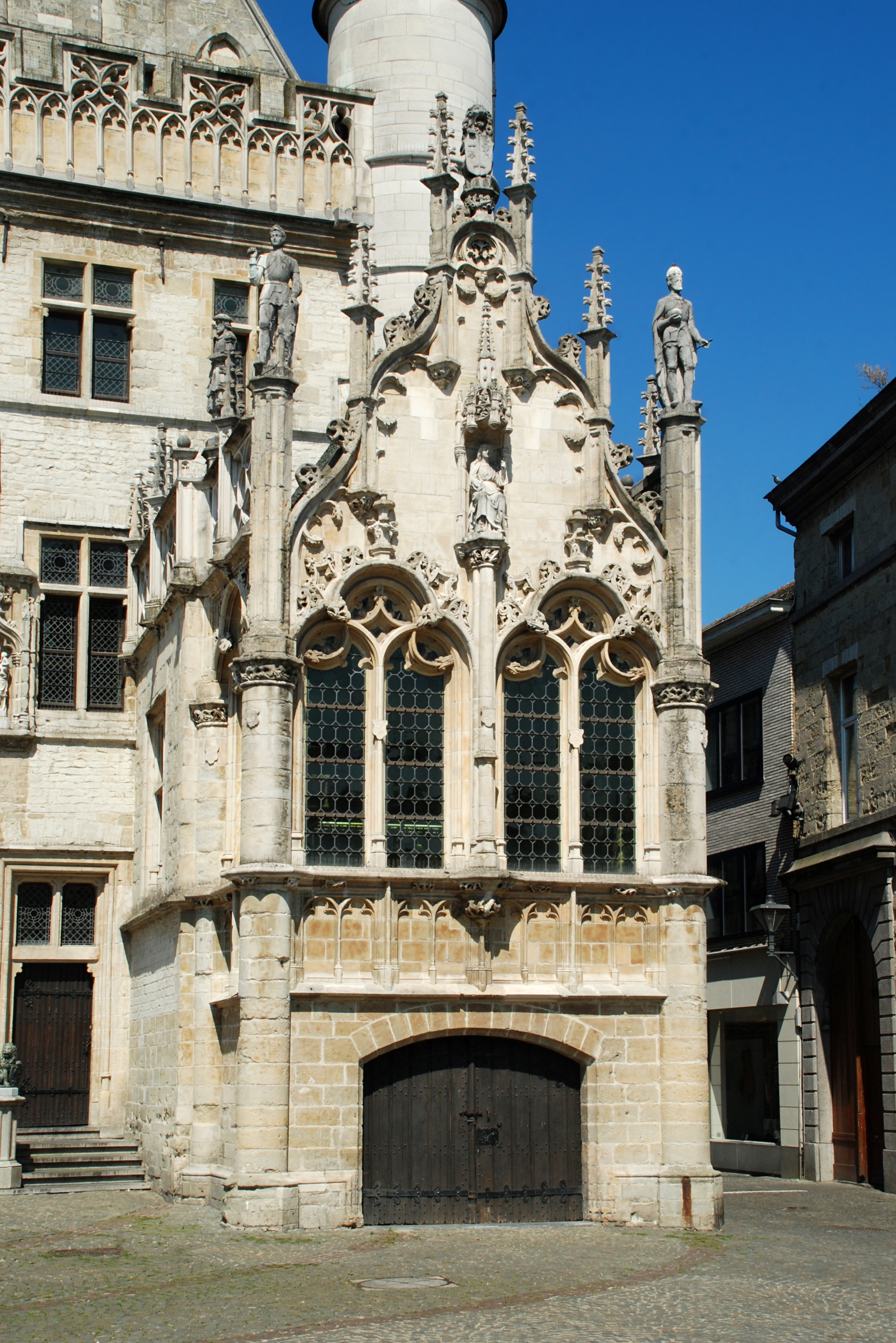
Het Gebiedshuisje.
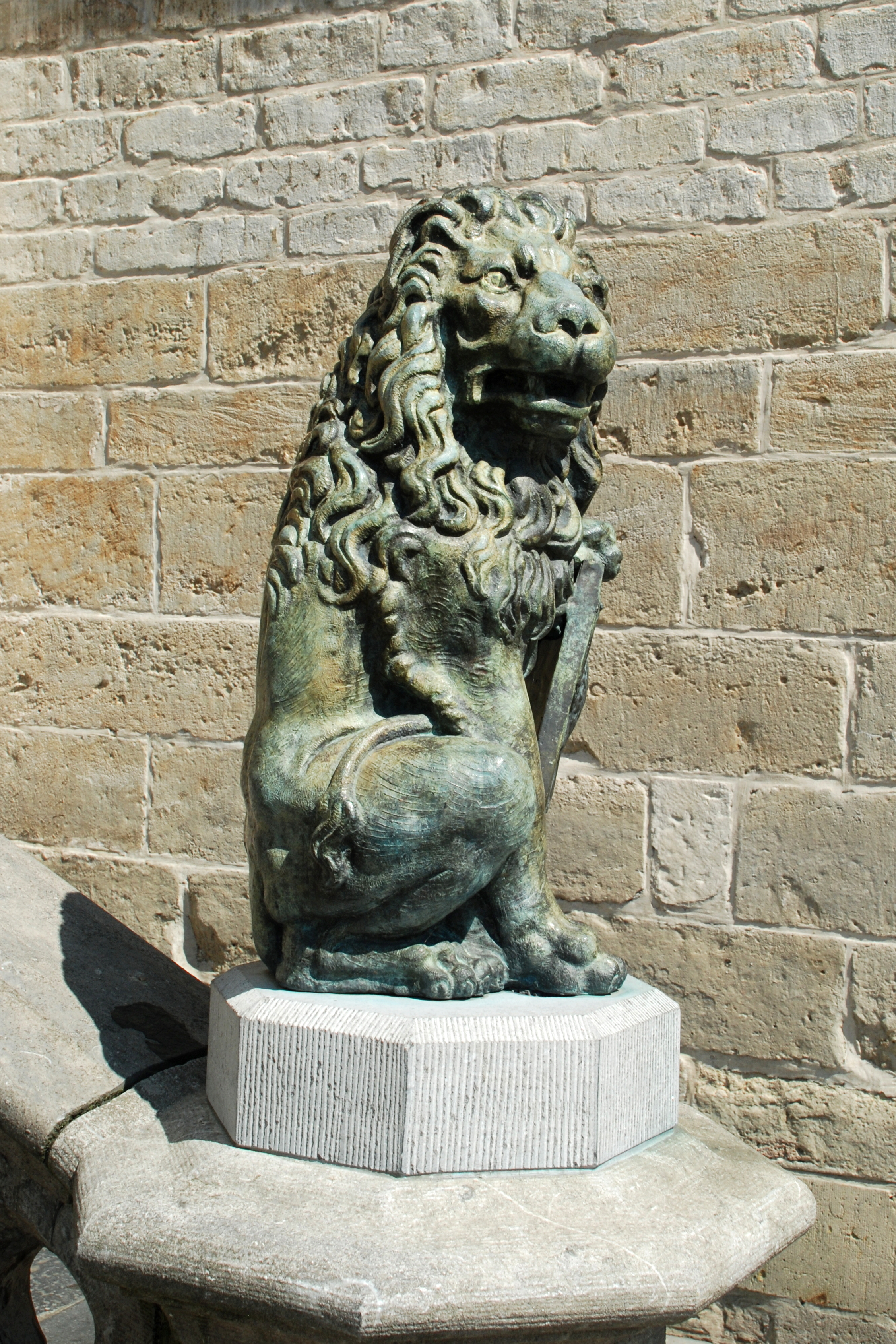
Le lion.